# Acura Classic 2002 - Doppio
Il doppio del torneo di tennis Acura Classic 2002, facente parte del WTA Tour 2002, ha avuto come vincitrici Elena Dement'eva e Janette Husárová che hanno battuto in finale Daniela Hantuchová e Ai Sugiyama con il punteggio di 6–2, 6–4.

## Teste di serie
1. Lisa Raymond /  Rennae Stubbs (quarti di finale)
2. Cara Black /  Elena Lichovceva (semifinali)

1. Daniela Hantuchová /  Ai Sugiyama (finale)
2. Elena Dement'eva /  Janette Husárová (campionesse)

## Tabellone

### Legenda
| - Q = Qualificato - WC = Wild card - LL = Lucky loser | - ALT = Alternate - SE = Special Exempt - PR = Protected Ranking | - w/o = Walkover - r = Ritirato - d = Squalificato |